# Tayfun Bademsoy

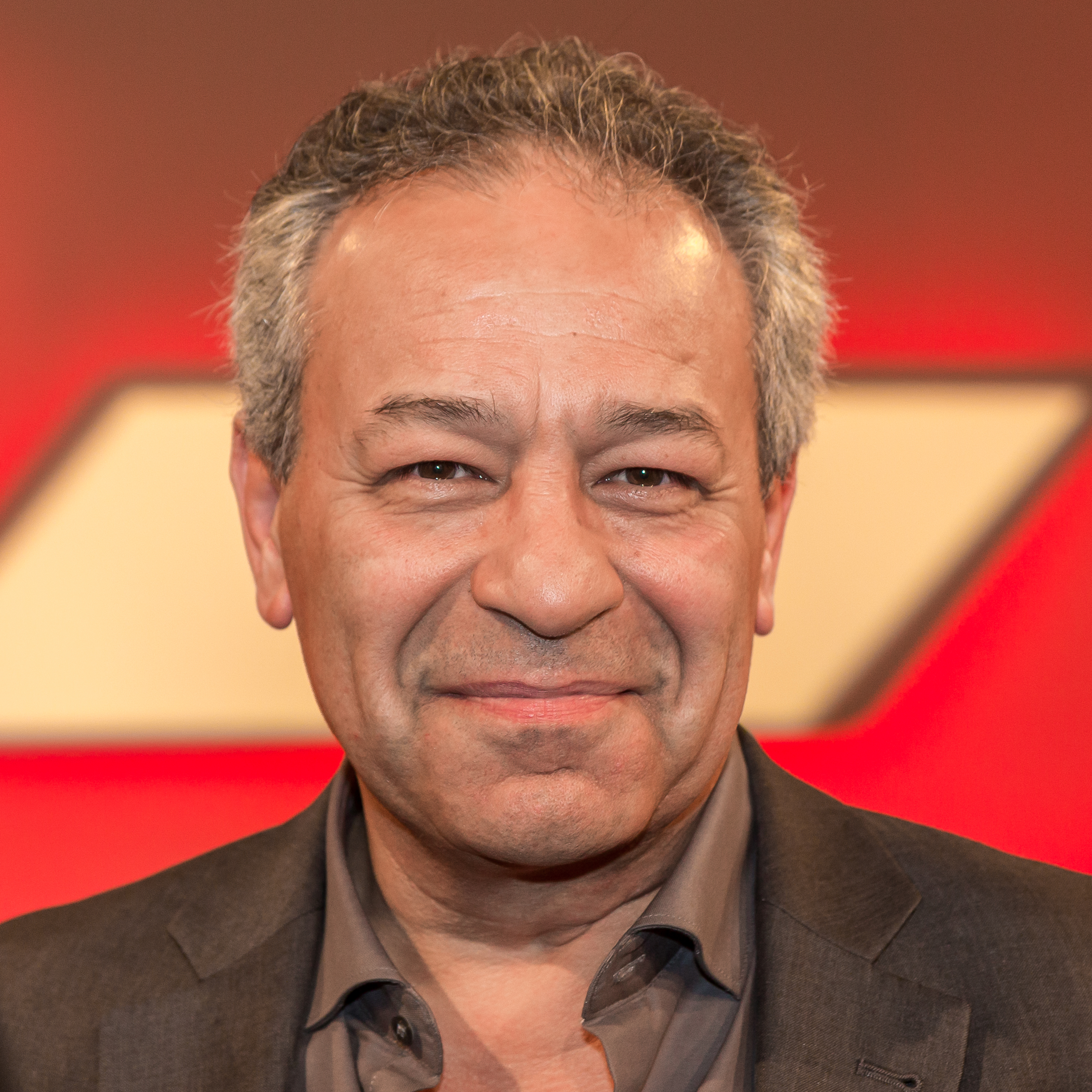
Tayfun Bademsoy (2017)

Tayfun Bademsoy (* 14. Oktober 1958 in Mersin, Türkei) ist ein deutsch-türkischer Schauspieler und Synchronsprecher.

## Leben
Bademsoy kam 1969 mit seinen Eltern im Alter von zehn Jahren nach Berlin. Seine Mutter ist die Schauspielerin Sabahat Bademsoy. Er machte sein Abitur an der Martin-Buber-Oberschule und studierte von 1979 bis 1983 Psychologie an der Technischen Universität Berlin. Seine Schauspielausbildung absolvierte er von 1980 bis 1981 an der Schaubühne Berlin.
Bademsoy begann seine Schauspielkarriere mit einer Hauptrolle in dem Fernsehspiel Zuhaus unter Fremden des Senders Freies Berlin. In Peter Steins Theaterinszenierung von Klassen Feind (1983) sowie später im gleichnamigen Film spielte er einen türkischen Schüler, der sich mit anderen Schülern vor allem verbal duelliert, um die Zeit bis zum Eintreffen des Lehrers zu vertreiben; der Lehrer erscheint jedoch nicht mehr. Weitere Theaterarbeiten folgten am Frankfurter Schauspielhaus, Renaissance-Theater in Berlin und zuletzt am Theater im Pfalzbau Ludwigshafen.
Seit 1979 hat Bademsoy in über 350 TV- und Kino-Produktionen mitgewirkt, vorwiegend in Krimiserien, darunter einige Tatort-Folgen, durchgehend in den Fernsehserien Ein starkes Team (1995–2009) und Polizeiruf 110 München. Bekannt wurde er durch den Kinofilm Treffer von Dominik Graf, den Fernsehfilm Die Abschiebung und mit der 20-teiligen TV-Serie Zwei Schlitzohren in Antalya. In der 17-teiligen RTL-Fernsehserie Alle lieben Jimmy spielte er Jimmys Vater. Eine internationale Kinorolle spielte er als Begründer von Atlantic Records, Ertegün, in dem Film Beyond the Sea unter der Regie von Kevin Spacey.
Neben eigenen Regiearbeiten – zumeist bei Kurz- und Werbefilmen oder als Co-Regisseur – ist Bademsoy auch Synchronsprecher. So lieh er u. a. Fares Fares in den Kinoverfilmungen von Jussi Adler Olsen, Naveen Andrews in der Serie Lost, Mark Strong in Body of Lies, Fisher Stevens in Nummer 5 lebt!, Benicio del Toro in Die üblichen Verdächtigen und in Ab durch die Hecke dem Kater seine Stimme. In Staffel 5 und 6 der HBO-Serie Game of Thrones spricht Bademsoy außerdem die Rolle des Doran Martell, gespielt von Alexander Siddig. Auch für viele Hörspiele und Computerspiele ist er als Sprecher tätig.
Unter anderem wurde er 2015 beim Filmfestival Shortcutz Berlin für die Hauptrolle in dem Kurzfilm Bussiness as Usual als bester Schauspieler ausgezeichnet.
Tayfun Bademsoy begründete 1998 die Schauspielagentur Foreign Faces in Berlin, die er bis 2004 als Geschäftsführer leitete. Die Agentur vermittelt Schauspieler ausländischer Herkunft für vorwiegend deutschsprachige Produktionen.

## Theater
- 2011 Der Proband/Denek (Regie: Escher+Wendel, Theater im Pfalzbau Ludwigshafen)
- 2010 Kukuck 2045 (Regie: Tatsiana Navumava, Epopée de l´Europe)
- 1985 Trümmer des Gewissens (Regie: Horst Siede, Schauspiel Frankfurt am Main)
- 1982 Besetzung/Işgal (Regie: Basar Sabuncu, Schaubühne Berlin)
- 1982 Romeo und Julia (Regie: Jürgen Kruze, Schaubühne Berlin)
- 1981 Ist das nicht mein Leben? (Regie: Helmut Meewes, Renaissance-Theater)
- 1981 Klassen Feind (Regie: Peter Stein, Schaubühne Berlin)

## Filmografie (Auswahl)

### Darstellung
- 1979: Zuhaus unter Fremden (Fernsehfilm)
- 1981: Der Mann im Pyjama
- 1983: Klassen Feind
- 1983: Zausel (Fernsehfilm)
- 1984: Feuer für den großen Drachen
- 1984: Treffer
- 1985: Die Abschiebung (Fernsehfilm)
- 1985: Eine Klasse für sich (Fernsehserie, 1 Folge)
- 1986: Auf Achse (Fernsehserie, 2 Folgen)
- 1986: Liebling Kreuzberg (Fernsehserie, 1 Folge)
- 1987–2014 Tatort
  - 1987: Voll auf Haß (NDR)
  - 1996: Der Entscheider (SR)
  - 2001: Zielscheibe (SR)
  - 2009: Baum der Erlösung (ORF)
  - 2014: Türkischer Honig (MDR)
- 1988–1993: Der Fahnder (Fernsehserie, 3 Folgen)
- 1989: Praxis Bülowbogen (Fernsehserie, 1 Folge)
- 1990: Auf der Suche nach Herrn Moses (Dokumentarfilm)
- 1991–1994: Zwei Schlitzohren in Antalya (Fernsehserie, 20 Folgen)
- 1994–2008: Ein starkes Team (Fernsehserie, 41 Folgen)
- 2000: Schimanski muss leiden (Fernsehreihe)
- 2001: Dr. Sommerfeld – Neues vom Bülowbogen (Fernsehserie, 1 Folge)
- 2001: Anam
- 2001–2011: Polizeiruf 110 (Fernsehreihe, 15 Folgen)
  - 2001: Gelobtes Land (BR)
  - 2001: Fluch der guten Tat (BR)
  - 2002: Um Kopf und Kragen (BR)
  - 2003: Tiefe Wunden (BR)
  - 2003: Pech und Schwefel (BR)
  - 2004: Vater Unser (BR)
  - 2004: Die Maß ist voll (BR)
  - 2005: Der scharlachrote Engel (BR)
  - 2005: Die Prüfung (BR)
  - 2006: Mit anderen Augen (BR)
  - 2007: Taubers Angst (BR)
  - 2007: Jenseits (BR)
  - 2008: Wie ist die Welt so stille (BR)
  - 2009: Endspiel (BR)
  - 2011: Denn sie wissen nicht, was sie tun (BR)
- 2002–2010: Großstadtrevier (Fernsehserie, 2 Folgen)
- 2003: Lassie (Kurzfilm)
- 2003: Club der Träume – Türkei, Marmaris (Fernsehfilm)
- 2003: Für immer verloren (Fernsehfilm)
- 2003: Liebe zartbitter (Fernsehfilm)
- 2004: Blond: Eva Blond! (Fernsehserie, 1 Folge)
- 2004: Süperseks
- 2004: Beyond the Sea – Musik war sein Leben (Beyond the Sea)
- 2005: Nikola (Fernsehserie, 1 Folge)
- 2006–2007: Alle lieben Jimmy (Fernsehserie, 16 Folgen)
- 2007: Maria an Callas
- 2007: SOKO Kitzbühel (Fernsehserie, Folge Ein Bombengeschäft)
- 2007: Hochzeit um jeden Preis (Fernsehfilm)
- 2010, 2015: Alarm für Cobra 11 – Die Autobahnpolizei (Fernsehserie, verschiedene Rollen, 2 Folgen)
- 2011: Liebeskuss am Bosporus
- 2011: Kebab mit Alles (Fernsehfilm)
- 2011: Die Pfefferkörner – Geschmacksverstärker
- 2012: Baron Münchhausen
- 2012: Allein unter Nachbarn (Fernsehfilm)
- 2012: SOKO 5113 (Fernsehserie, Folge Liebe, Sex und Tod)
- 2013: 5 Jahre Leben
- 2013: SOKO Stuttgart (Fernsehserie, Folge Eine Frage der Ehre)
- 2014–2015: Friesland Reihe
  - 2014: Mörderische Gezeiten
  - 2015: Familiengeheimnisse
- 2014: Josephine Klick – Allein unter Cops (Fernsehserie, Folge Kopftuch)
- 2016: Der Lehrer (Fernsehserie, Folge … nimmt der Prophet halt den Bus!)
- 2017: Viel zu nah
- 2019: Zimmer mit Stall – Berge versetzen (Fernsehfilm)
- 2020: Das Traumschiff – Kolumbien

### Synchronrollen

#### Filme
- 1986: Für Fisher Stevens in Nummer 5 lebt! als Benjamin
- 1996: Für Om Puri in Der Geist und die Dunkelheit als Abdullah
- 1998: Für Sami Bouajila in Ausnahmezustand als Samir Nazhde
- 2006: Für Omid Djalili in Ab durch die Hecke als Hauskatze Prinz Tigerius Mahmoud Shabbaz (Tiger)
- 2008: Für Sayed Badreya in Leg dich nicht mit Zohan an als Hamdi
- 2010: Für Ashraf Barhom in Kampf der Titanen als Ozal
- 2013: Für Faran Tahir in Elysium als Präsident Patel
- 2013: Für Faran Tahir in Escape Plan als Javed
- 2013: Für Fares Fares in Erbarmen als Assad
- 2016: Für Irrfan Khan in Inferno als Harry Sims
- 2018: Für Panos Mouzourakis in Mamma Mia! Here We Go Again als Lazaros
- 2019: Für Cliff Curtis in Fast & Furious: Hobbs & Shaw als Jonah Hobbs
- 2019: Für Moncef Ajengui in Auf der Couch in Tunis als Mourad
- 2020: Für Amr Waked in Wonder Woman 1984 als Emir Said Bin Abydos

#### Serien
- 2005–2010: Für Naveen Andrews in Lost als Sayid Jarrah
- 2010: Für Faran Tahir in Navy CIS: L.A. als Hassad Al–Jahiri
- 2013: Für Faran Tahir in Dallas als Frank Ashkani
- 2014: Für Faran Tahir in Burn Notice als Ahmad Damour
- 2014: Für Faran Tahir in Elementary als FBI Agent Ramses Mattoo
- 2015: Für Faran Tahir in How to Get Away with Murder als Detective Terrence Amos
- 2015: Für Faran Tahir in The Blacklist als Ruslan Denisov
- 2016: Für Scott McNeil in Ninjago als Nadakhan
- 2017: Für Omid Abtahi in American Gods als Salim
- 2017: Für Faran Tahir in Prison Break als Jamil
- 2020: Für Chadi Alhelou in Mirage – Gefährliche Lügen als Bassem
- 2020: Für Chadi Alhelou in God Friended Me als Hasan

#### Videospiele
- 2013: Assassin’s Creed IV: Black Flag als Ah Tabai
- 2014: Far Cry 4 als Sabal
- 2015: Assassin’s Creed Syndicate als Henry Green
- 2021: The Dark Pictures Anthology: House of Ashes als Salim Othman

## Hörspiele
- 2001: Christa Ludwig: Pendelblut (Erzähler) – Regie: Andrea Getto (Hörspiel des Monats August 2001 – NDR)
- 2015: David Zane Mairowitz: Inschallah, Marlov – Regie: Jörg Schlüter (Kriminalhörspiel – WDR)